# Lukács Dániel (színművész)
Lukács Dániel (Eger, 1996. szeptember 19. –) magyar színész.

## Életpályája
Gyermekkorát Dunakeszin és Veresegyházon töltötte. Tanulmányait Budapesten végezte. 2015–2020 között a Színház- és Filmművészeti Egyetem színművész szakos hallgatója. Egyetemi gyakorlatát a Veszprémi Petőfi Színházban töltötte, 2020-ig a színház tagja. 2020-tól a József Attila Színház tagja.

### Magánélete
Felesége Katz Zsófia színésznő.

## Fontosabb színházi szerepei
- Moliére: Tartuffe | Valér, Mariane szerelme (2019)
- Szurdi-Szomor-Valla: Diótörő és Egérkirály | Karl, Diótörő (2018)
- Csiky Gergely: A nagymama | Ernő (2018)
- Tom Schulman: Holt költők társasága | Knox Overstreet (2018)
- Nóti Károly-Fényes Szabolcs-Szenes Iván: Nyitott ablak | Hadnagy (2018)
- Federico García Lorca: Flamenco-Vérnász (Leonardo)

## Filmes és televíziós szerepei
- Számzár (2014)
- #Sohavégetnemérős (2016) ...Balázs
- Most van most (2019) ...Zotya
- Nofilter (2019) ...Peti
- Drága örökösök (2019) ...Verőember
- Jóban Rosszban (2021) ...Zotya
- Elk*rtuk (2021) ...Mátyás
- Hazatalálsz (2023) ...Ferenc
- Tündérkert – Kísértések kora (2023) ... Kamuthy Farkas[8]
- Pokoli rokonok (2025) ...Rokkó

## Díjai
- Kaló Flórián-díj (2025)[9]